# Gyapottok-bagolylepke

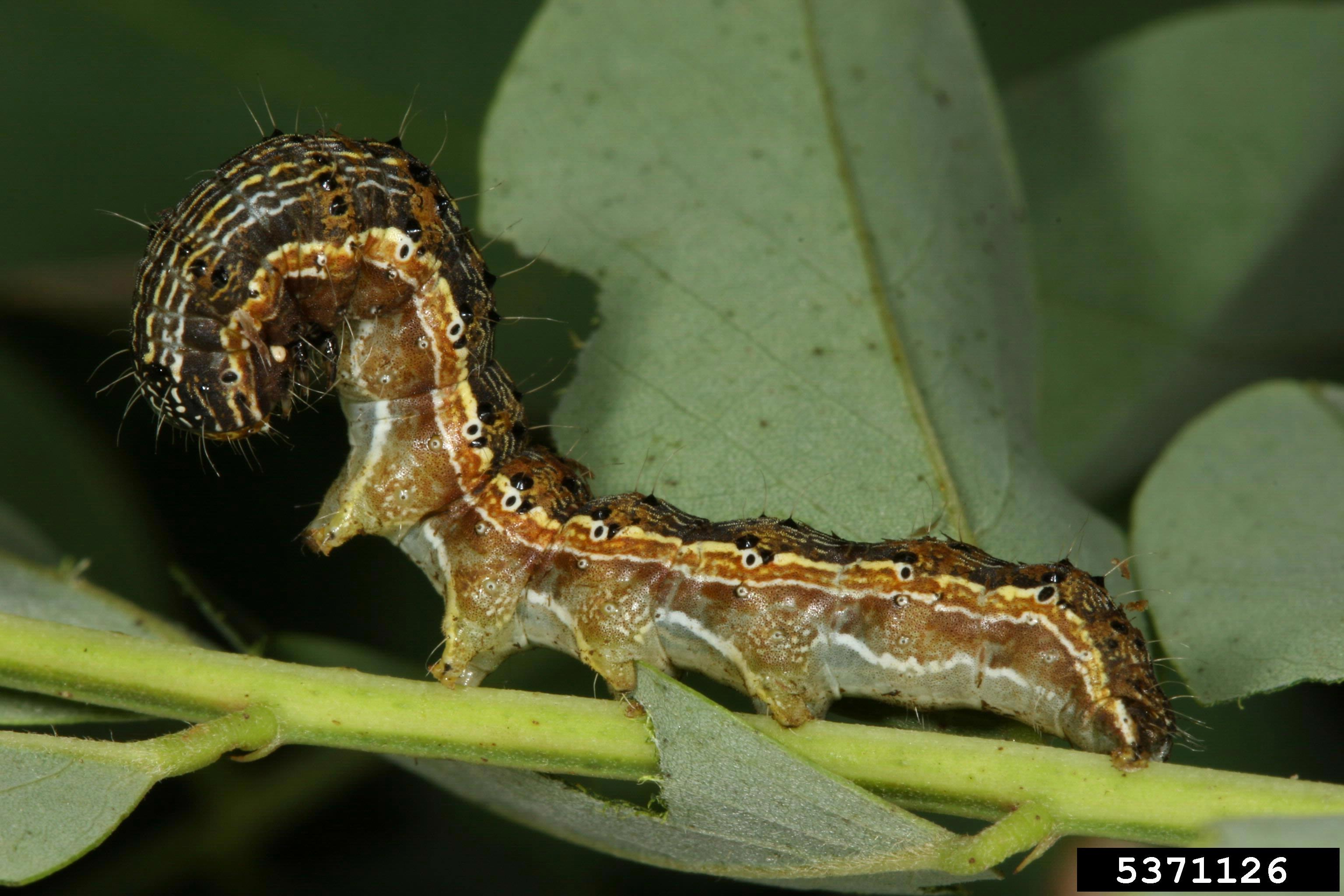
A gyapottok-bagolylepke hernyója

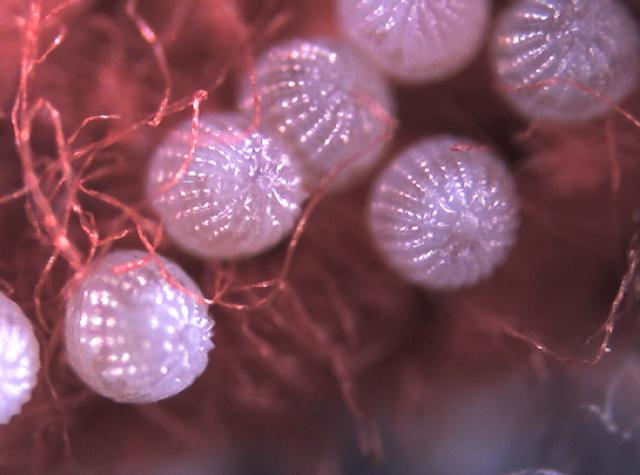
A gyapottok-bagolylepke petéi

A gyapottok-bagolylepke (Helicoverpa armigera)  a rovarok (Insecta) osztályának a lepkék (Lepidoptera) rendjéhez, ezen belül a bagolylepkefélék (Noctuidae) családjához tartozó faj.

## Elterjedése
Trópusi, szubtrópusi faj, tipikus vándorlepke, de hazánkban is képes áttelelni. Nagy kártételt a mediterrán régiókból történő tömeges bevándorlásai idején okoz, a kukorica egyik legfontosabb kártevője.

## Megjelenése
- lepke: szárnyfesztávolsága: 25–30 mm, szárnyai jellegtelen színűek, még az ún. bagolyrajzolat is alig felismerhető. Alsó szárnyainak hátsó felén egy jellegzetes sötétebb harántsáv van.
- hernyó: 4 cm, jellegzetesen tarka: zöld, sárga, lila színű. Feje nagy, kerek, rágói lefelé állnak.
- báb: világosbarna kúpos fedett báb.

## Életmódja
- nemzedék: akár ezer petét is lerakhat egyetlen jól fejlett nőstény, akár 3 - 4 nemzedéke is lehet hazánkban. Báb és hernyó alakban is néha képes áttelelésre.
- hernyók tápnövényei: hernyók szélsőséges mindenevők. Bármely növény bármely tokoferol tartalmú szaporító szervein képesek felnőni. Mindig azokra a helyekre vándorolnak Európa szerte, ahol a növényzet éppen virágzik, mivel a hernyók a bimbókon, virágokon, terméseken fejlődnek ki.

## Fordítás
- Ez a szócikk részben vagy egészben  a   Baumwoll-Kapseleule című német Wikipédia-szócikk fordításán alapul.  Az eredeti cikk szerkesztőit annak laptörténete sorolja fel. Ez a jelzés csupán a megfogalmazás eredetét és a szerzői jogokat jelzi, nem szolgál a cikkben szereplő információk forrásmegjelöléseként.